# Linha principal de resistência

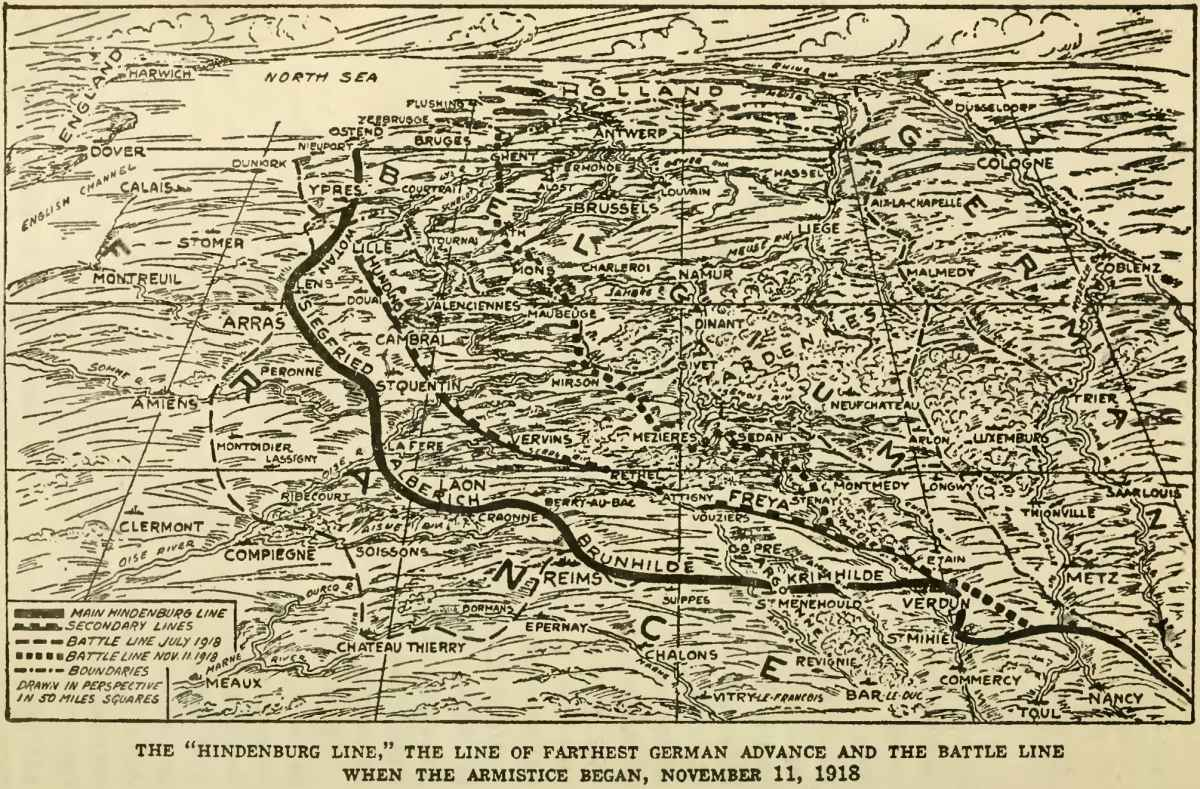
Esquema da LPR - constituída pela Linha Hindenburg - e das linhas secundárias, no final da Primeira Guerra Mundial.

Uma linha principal de resistência (LPR), em ciência militar, constitui a principal linha de posições defensivas de um exército face a uma força inimiga, ao longo de uma frente extensa. Uma LPR não consiste numa única trincheira ou linha de casamatas, mas sim num sistema, mais ou menos complexo, de fortificações e obstáculos contra o avanço inimigo.

## História
Uma espécie de LPR antiga são as Linhas de Torres Vedras, compostas por 3 linhas de fortificações renovadas e novas construídas pelas tropas anglo-portuguesas para impedir a entrada de tropas napoleónicas na cidade de Lisboa.
O conceito de linha principal de resistência apareceu durante a Primeira Guerra Mundial, na altura em que a Frente Ocidental se estababilizou no norte da França, transformando-se a luta em guerra de trincheiras. Os Aliados de um lado e os Alemães do outro, estabeleceram posições defensivas fortificadas elaboradas, que se caraterizavam por um uso extenso de arame farpado, trincheiras e abrigos subterrâneos, numa tentativa de manter as suas posições, de proteger as suas tropas contra o fogo adversário e de repelir os ataques inimigos. A profundidade dessas posições poderia ir de algumas centenas de metros a vários quilómetros. Se as posições tivessem uma grande profundidade, poderiam ser organizadas com base numa LPR, à frente da qual seriam colocadas posições fortificadas avançadas - com a missão de retardarem e quebrarem o ímpeto de um ataque inimigo - e atrás da qual seriam construídas linhas de apoio ou de reserva. A mais famosa e mais elaborada LPR da Primeira Guerra Mundial foi a Linha Siegfried alemã - parte da mais longa e elaborada Linha Hindenburg - ao longo da fronteira entre a Alemanha e parte do norte da França.
Durante a Segunda Guerra Mundial, na qual os combates forma, relativamente, fluídos, o conceito de LPR foi raramente utilizado e as posições que eram referidas como tal eram, geralmente, menos profundas e complexas que as correspondentes da Primeira Guerra Mundial. contudo, existiram excepções, como a Linha Maginot francesa, as defesas soviéticas na Batalha de Kursk e as linhas alemãs da Muralha do Atlântico e da Muralha do Oeste (conhecida por 2ª Linha Siegfried entre os Aliados).
Na Guerra da Coreia, quando a frente de combate se tornou estática em 1951, as forças das Nações Unidas criaram uma LPR constituída por uma linha de trincheiras e casamatas que se estendia do leste ao oeste da Península da Coreia.